# Корне, Жозеф-Орельен
Жозеф-Орельен Корне (фр. Joseph-Aurélien Cornet, 20 мая 1919, Graide, Валлония — 20 января 2004, Сине, Валлония) — брат-христианин бельгийского происхождения, этнолог и историк искусства, документировал искусство и культуру конголезского региона и народа Конго с помощью фотографий, иллюстрированных полевых тетрадей и учебников по языку в течение почти 30 лет.

## Образование и карьера
Корне получил образование у христианских братьев Лёвена. Он поступил в послушничество в 1935 году, получил степень преподавателя в 1938 году, а затем получил степени бакалавра, магистра и доктора истории искусств в Католическом университете Лувена в 1945 и 1970 годах соответственно.
В 1970 году Корне также стал первым местным директором Института национальных музеев Конго (IMNC), а затем, в 1971 году, директором Института национальных музеев Заира (IMNZ). IMNC был основан без здания и каких-либо предметов, поэтому основной задачей Корне было развитие коллекций музея. Он делал это в первую очередь среди народов войо, куба и нкунду. Он документировал свои открытия в полевых тетрадях и переплётах фотонегативов с целью в конечном итоге разработать десятитомную «Историю конголезского искусства».
Корне ушёл с поста директора IMNC в 1987 году и вернулся в Бельгию в 1992 году, где продолжил исследования, публикации и чтение лекций, особенно по отслеживанию украденных предметов из музея после краха режима Мобуту в 1997 году.
После его смерти в 2004 году архив Корне, состоящий из переплётов с фотонегативами, полевых блокнотов, языковых и личных заметок, печатных материалов и других исследовательских объектов, был передан в дар Специальным коллекциям и архивам Университета Лойолы Нового Орлеана.